# Kölked
Kölked es un pueblo ubicado en el distrito de Mohács, en el condado de Baranya, Hungría.

## Superficie
Posee una superficie de 61,94 kilómetros cuadrados.

## Demografía
Hasta 2019 la población era de 1035 habitantes, con una densidad de población de 16,71 habitantes por kilómetro cuadrado.